# Xã Cleveland, Michigan
Xã Cleveland (tiếng Anh: Cleveland Township) là một xã thuộc quận Leelanau, tiểu bang Michigan, Hoa Kỳ. Năm 2010, dân số của xã này là 1.031 người.